# Област Киби
Област Киби (јап. 吉備郡) Kibi-gun се налази у префектури Окајама, Јапан.
2003. године, у области Аида живело је 22.927 становника и густину насељености од 520,12 становника по км². Укупна површина је 44,08 км².

## Вароши и села
Област Аида се састоји од следећих села:
- Маби

## Спајања
- 1. августа 2005. године - варош Маби, заједно са вароши Фунао (из области Асакучи), су спојене у проширени град Курашики. Област Киби је укинута као резултат овог спајања.